# Gołąb brązowogrzbiety
Gołąb brązowogrzbiety (Columba elphinstonii) – gatunek średniej wielkości ptaka z rodziny gołębiowatych (Columbidae), podrodziny gołębi. Endemit zachodnich i południowych Indii. Narażony na wyginięcie.

## Taksonomia
Po raz pierwszy gatunek opisał William Henry Sykes w 1832. Przydzielił mu nazwę Ptilinopus Elphinstonii. Holotyp pochodził z Ghatów Zachodnich na obrzeżach płaskowyżu Dekan. Obecnie IOC umieszcza gołębia brązowogrzbietego w rodzaju Columba. Najbliżej spokrewniony z gołębiem jasnoszyim (C. pulchricollis) i liliowym (C. torringtoniae). Monotypowy.

## Morfologia
Długość ciała wynosi według autorów HBW 36–42 cm, według autora Pigeons and Doves 364 do 431 mm; z tego 18–20 mm przypada na dziób, 132–160 mm na ogon. Skrzydło mierzy u samca 205–215 mm, u samic 199–202 mm. Długość skoku mieści się w przedziale 25–29 mm. Masa ciała około 379 g.
Występuje nieznaczny dymorfizm płciowy. U samca głowa z wierzchu jasna, pastelowo szara, na czole i pokrywach usznych nieznacznie jaśniejsza. Boki i tył szyi porastają usztywnione, biegnące liniami pióra; przybierają barwę czarną, jednak mają białe zakończenia, w większości położone na chorągiewkach zewnętrznych; opalizują fioletowo lub zielonkawo. Poniżej tylnej części szyi te dekoracyjne pióra nabierają na końcach brązowo-fioletowego odcieniu, zlewając się z upierzeniem wyższej części grzbietu oraz boków piersi; te zaś posiadają intensywnie połyskujące zielono-fioletowo zwieńczenia. Górna część grzbietu i pokrywy skrzydłowe wyróżnia intensywnie kasztanowy koloryt. Lotki czarnobrązowe. Nieliczne z szaroczarnych piór grzbietu i kupra wyróżniają się nieznacznie purpurowymi końcówkami. Zarówno pokrywy nadogonowe jak i początki sterówek czarniawe. Upierzenie brody i gardła kremowobiałe, na przodzie szyi i piersi wpada w szarość. Na piersi można dostrzec słabo widoczną zieloną iryzację. Pozostała część spodu ciała szara, miejscami z domieszką barwy płowej; ciemnieje na bokach piersi oraz brązowoczarnych pokrywach podogonowych. Pokrywy podskrzydłowe ciemnoszare. Tęczówka żółtobrązowa lub szarobrązowa; dziób szarożółty na końcu, u nasady wraz z woskówką ceglastoczerwony lub magenta. Stopy czerwonoróżowe z białawymi pazurami. Samicę odróżnia bardziej matowe upierzenie, niekiedy ślady barwy brązowej na głowie oraz słabsza opalizacja piór.

## Zasięg występowania
Endemit Indii. Występuje w Ghatach Zachodnich, od północnego stanu Maharasztra, poprzez zachodnią Karnatakę po południowy stan Kerala i zachodni Tamilnadu. Według BirdLife International cały ten obszar zajmuje około 334 tys. km².

## Ekologia
Gołąb brązowogrzbiety występuje w wilgotnych lasach, zarówno wiecznie zielonych, jak i z drzewami zrzucającymi liście. Spotykany na wysokości od 650 do ponad 2000 m n.p.m., przeważnie gniazduje powyżej 1000 m n.p.m. W jednym z badanych miejsc, na wzgórzach Palni, roczna suma opadów wynosi średnio 1650 mm. Do najpospolitszych rodzajów roślin na terenie należą czapetka (Syzygium), Ternstroemia, Sideroxylon, Meliosma, mala (Elaeocarpus), Symplocos, Eurya, Litsea oraz różanecznik (Rhododendron). C. elphinstonii to trudny do zauważenia gatunek, który zwykle przebywa samotnie lub w parach; większe grupki zbierają się na owocujących drzewkach. Jeden ze znanych głosów, prawdopodobnie zachęcający potencjalnego partnera („advertising call”), opisany jako hu-hu-hu-hu, rozpoczynającym się podobnym do małpich (małp z rodzaju Langur) dźwiękiem; kolejne szybko powtórzone trzy-cztery głosy opisane jako głębokie, upiorne i podobne sowim. Lot szybki i zwinny.

### Pożywienie
Głównie owocożerny. W trakcie badań prowadzonych w Ghatach Zachodnich, obejmujących analizę odchodów oraz bezpośrednie obserwacje, wykazano żerowanie na owocach 39 gatunków roślin, nasionach 11 roślin, kwiatach i pączkach 4 gatunków oraz kilku naziemnych bezkręgowcach. Najwięcej bezkręgowców (rozpoznano m.in. 19 gatunków ślimaków i chrząszcze) spożywają w porze monsunów, najmniej zaś w zimie (blisko 3,5% pożywienia), nieco więcej w lecie (około 9% pokarmu). W 19 próbkach kału znaleziono nasiona Viburnum cylindricum, zaś w 12 ziarna Ilex wightiana; pozostałe rozpoznane gatunki to m.in. Olea paniculata oraz Daphniphyllum neilgherrense. Spośród 1520 przeprowadzonych w latach 2002–2004 obserwacji podczas 71% z nich ptak zjadał owoce; w 11,4% (średnia) obserwacji były to bezkręgowce, a w 11,3% przypadków – gleba. Ptaki zjadające glebę obserwowano od marca do maja (w badanej części zasięgu trwa wtedy lato). Skupione były w grupach liczących od 5 do 55 osobników. Przebywały w okolicach ruin budynków. Owoce tropikalne bywają ubogie w składniki mineralne; jedną z hipotez dotyczących przyczyn zjadania gleby jest ich uzupełnienie. Podobnie jak gołębie brązowogrzbiete czynią tak gołąbczaki pręgosterne (Patagioenas fasciata), których pożywienie w jednym z miejsc występowania stanowią głównie ubogie w wapń jagody dwóch gatunków roślin. Zawartość wapnia w surowicy tych gołębi jest wysoka podczas produkcji podobnej do twarogu wydzieliny wola, którym karmione są młode. Możliwe, że gołąbczaki zjadają glebę w celu uzupełnienia zawartości tego pierwiastka w organizmie.

### Lęgi
Okres lęgowy trwa od marca do lipca. Gniazdo to typowa dla gołębi luźna platforma z gałęzi umieszczona w krzewie lub na drzewie. W zniesieniu pojedyncze białe jajo. William Thomas Blanford podaje wymiary około 38 na 28 mm (odpowiednio 1,5 i 1,1 cala).

## Status zagrożenia
Przez IUCN gatunek klasyfikowany jest jako narażony na wyginięcie (VU, Vulnerable). Liczebność populacji szacuje się na 2500–9999 dorosłych osobników, a jej trend oceniany jest jako spadkowy.
Dawniej gatunek uchodził za zwierzynę łowną. W czasach współczesnych zagrożeniem jest utrata siedlisk wskutek wycinki lasów. W stanie Maharasztra obszary leśne wycinane są pod uprawy, a także celem pozyskania surowca na opał i budowę. Między 1961 a 1988 w keralskiej części Ghatów Zachodnich wycięto 47% lasów; oprócz wymienionych już czynników w tym stanie wycinane są lasy także pod nowe siedliska ludzi. Gołąb brązowogrzbiety występuje na ponad 70 obszarach uznanych za ostoje ptaków IBA. Są to m.in. Park Narodowy Anshi, Park Narodowy Bannerghatta, Park Narodowy Nagarhole, Park Narodowy Silent Valley.